# Bedřich Peroutka
Bedřich Peroutka (11. dubna 1880 Praha – 1959 Praha) byl český akademický malíř.

## Život
Bedřich Peroutka se narodil na Starém Městě pražské v rodině mistra lakýrnického Jana Peroutky. Po absolvování základního vzdělání studoval na Akademii výtvarných umění v Praze u profesora Hanuše Schwaigra. V roce 1911 studium zdárně absolvoval a následně podnikl několik studijních cest po Německu. V roce 1914 se oženil s Marií Lorencovou.
Bedřich Peroutka se věnoval krajinomalbě, portrétu a figurální tvorbě. Náměty pro své krajinomalby čerpal převážně v okolí Stříbrné Skalice. Byl členem Jednoty umělců výtvarných a spolku výtvarných umělců Myslbek, s nimiž i svá díla vystavoval.

## Výstavy

### Společné
- 1940 Národ svým výtvarným umělcům[2] Praha